# Trithemis kirbyi
Trithemis kirbyi es una especie de odonato anisóptero de la familia Libellulidae. Es originaria de África, el sur de Asia y el sur de Europa.